# Дашівський заказник
Да́шівський заказник — ботанічний заказник загальнодержавного значення. Розташований у межах Іллінецького району Вінницької області, у лісовому масиві на території північ від с. Білки (кв 75-76 Дашівського лісництва).
Площа 116 га. Створений у 1984 р. Перебуває у віданні ДП "Дашівське лісомисливське господарство"

## Рослинність
Охороняються ділянка переважно дубово-ясеневих насаджень з домішкою граба, явора, черешні. У трав'яному покриві зростають осока волосиста, копитняк європейський, зірочник лісовий, медунка темна, яглиця звичайна. Особливу цінність становлять цибуля ведмежа, яка утворює суцільні зарості, скополія карніолійська, любка зеленоквіткова, любка дволиста, коручка темно-червона, гніздівка звичайна, занесені до Червоної книги України.

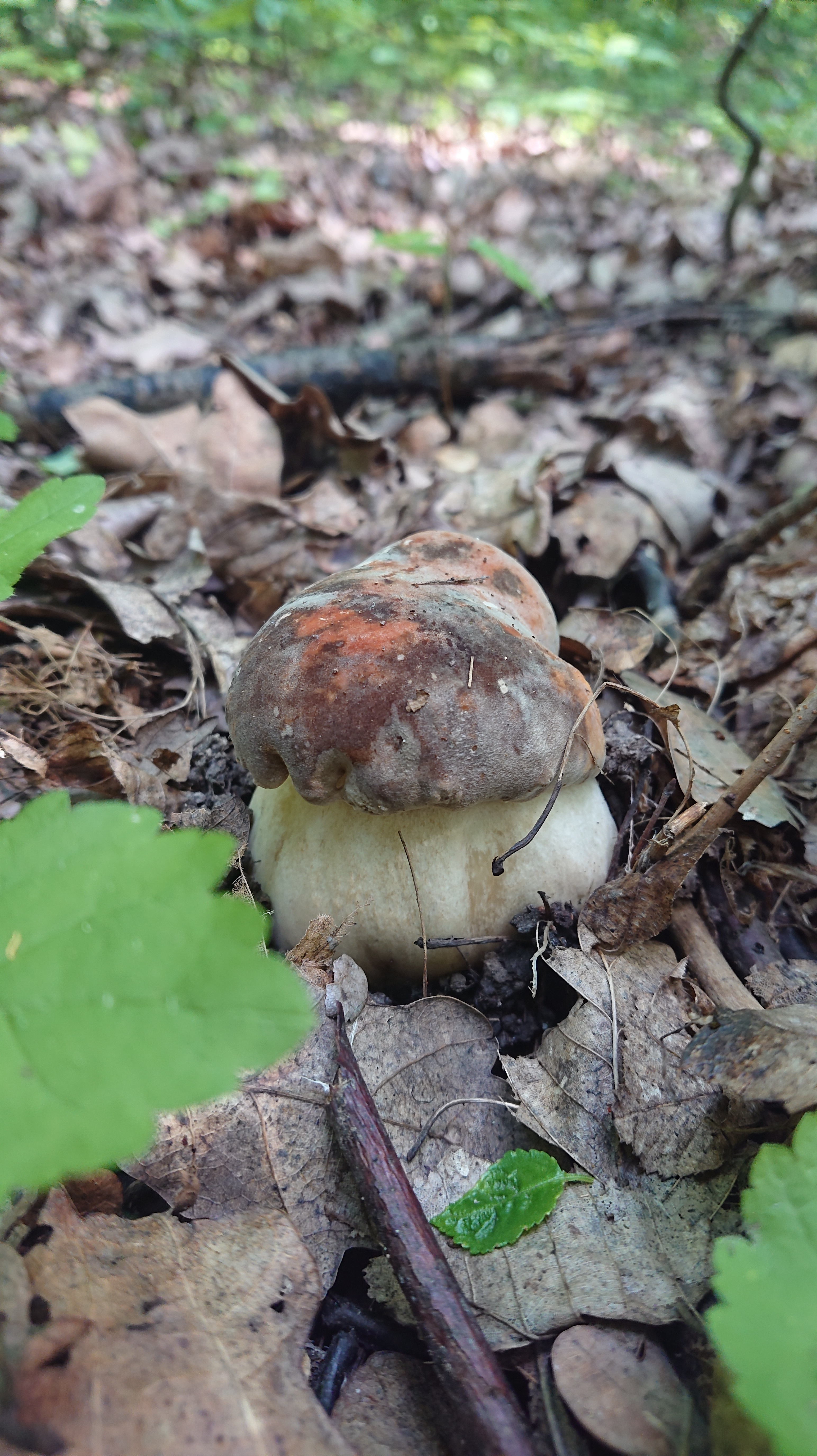
Білий гриб
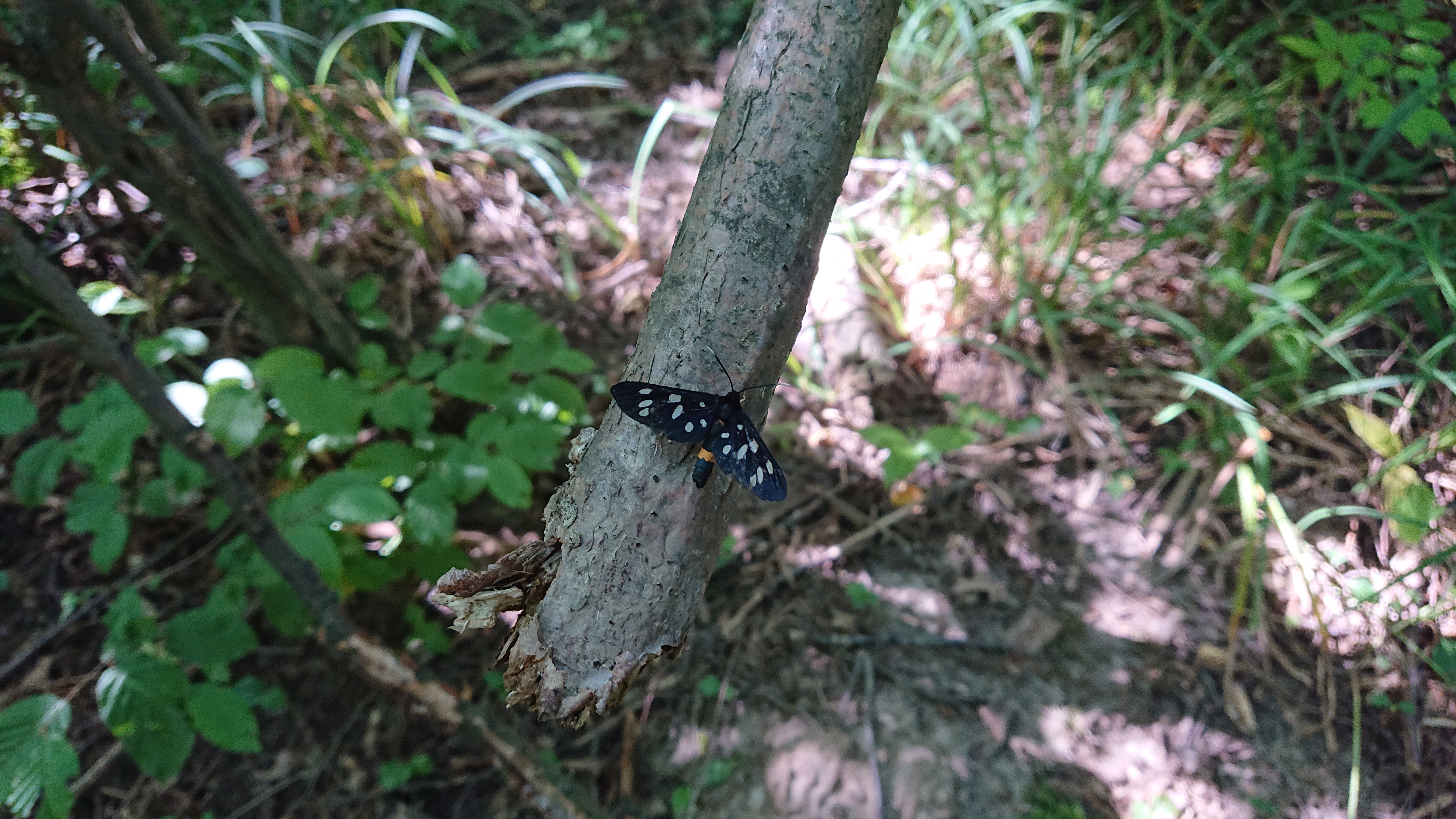
Метелик Медведиця сільська

## Детальний опис
За фізико-географічним районуванням України ця територія належить до Вінницько-Дашівського району області Подільського Побужжя Дністоровсько-Дніпровської лісостепової провінції Лісостепової зони. Для території, на якій розташовано заказник, характерними є хвилясті, з яругами й балками, лесові височини з сірими і темно-сірими опідзоленими ґрунтами. З геоморфологічної точки зору описувана територія являє собою підвищені сильнорозчленовані лесові акумулятивні рівнини позальодовикових областей.
Клімат території є помірно континентальним. Для нього характерне тривале, нежарке літо, і порівняно недовга, м'яка зима. Середня температура січня становить -6,5°... -6°С, липня +19°...+ 19,5°С. Річна кількість опадів складає 500-525 мм.
За геоботанічним районуванням України ця територія належить до Європейської широколистяної області, Подільсько-
Бесарабської провінції, Вінницького (Центральноподільського) округу.
Територія являє собою плоскохвплясте слаборозчленоване плато з темно-сірими лісовими ґрунтами В заказнику переважають еталонні грабово-дубові ліси яглицевої асоціації. Деревостани їх високопродуктивні (близько 500 куб.м/га) і включають такі породи, як клен, явір, ясен високий, черешня пташина. Серед масивів яглицевих лісів зустрічаються значні за площею (більше 2 га) ділянки унікальних грабово-дубових лісів ведмежоцибулевих,
занесених до "Зеленої книги України". Цибуля ведмежа - середньоєвропейський гірський вид, що утворює густий травостій покриттям 90-100 %. Постійно в даних угрупованнях зустрічаються копитняк європейський (5-8 %), зеленчхк жовтий (1-3 %), медунка темна, проліска багаторічна зуб'янка цибулева. Цибуля ведмежа має високу 
життєспроможність, добре квітує й плодоносить.
Крім того, окремими фрагментами зустрічаються ділянки грабово-дубових лісів скополієвих, також внесених в "Зелену книгу України".
В "Червону книгу України" занесені і деякі інші види, що зростають в заказнику: любка дволиста і зеленоквіткова, зозулині сльози яйцеподібні, гніздівка звичайна, коручка чемерникоподібна, підсніжник білосніжний.
Загалом, заказник репрезентативно відбиває склад і структуру складних дубово-грабових лісів ведмежоцибулевих та яглицевих, які є цінним ботанічним природоохоронним об'єктом.